# 陈光忠
陈光忠（1930年—），男，广东人，中国影视纪录片编导，曾任中国新闻社副社长兼任海南影业公司总经理，中国电影家协会主席团委员。